# Asubulak
Asubulak (ryska: Асубулак) är en ort i Kazakstan.   Den ligger i oblystet Östkazakstan, i den östra delen av landet, 900 km öster om huvudstaden Astana. Asubulak ligger 645 meter över havet och antalet invånare är 5 644.
Terrängen runt Asubulak är kuperad. Runt Asubulak är det mycket glesbefolkat, med 5 invånare per kvadratkilometer. Asubulak är det största samhället i trakten. Omgivningarna runt Asubulak är en mosaik av jordbruksmark och naturlig växtlighet.